# Materia y Forma (Subirachs)

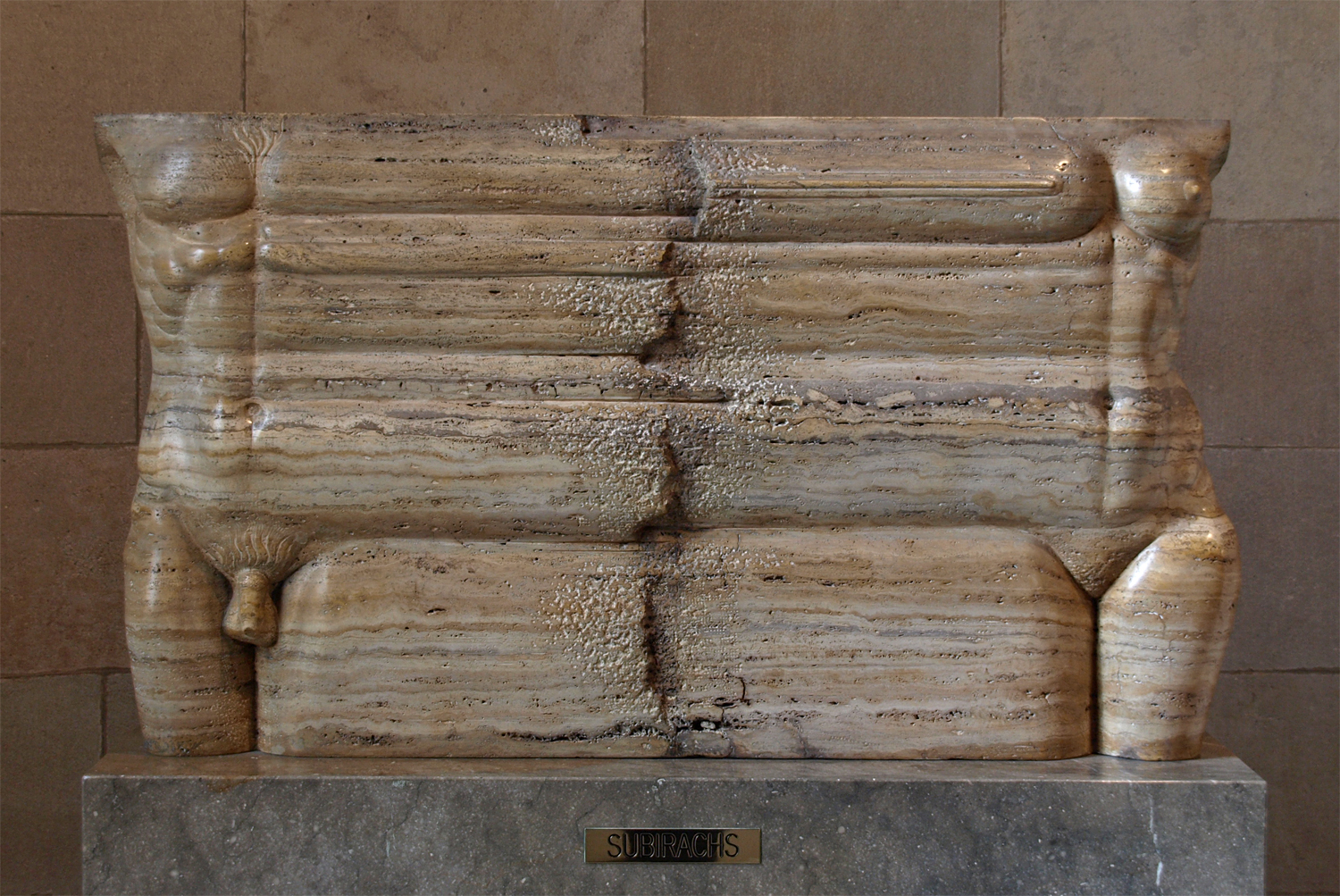
Materia y Forma expuesta en el Vestíbulo de la Casa de la Ciudad de Barcelona.

Materia y Forma es una escultura del destacado artista catalán Josep Maria Subirachs creada en 1980-1981.

## Historia
Desde los inicios de la carrera artística de Subirachs, el binomio hombre-mujer siempre ha estado presente en gran parte de sus obras y desde puntos de vista opuestos, ya sea como fruto de la contraposición como de la complementación entre ambos géneros. En Materia y Forma, el artista alude a la creación de Adán y Eva en el proceso de separación de la materia primigenia hasta ir tomando forma para convertirse finalmente en géneros distintos. 
La escultura fue realizada con travertino en 1980-1981 y fue ofrecida por el autor a la Casa de la Ciudad de Barcelona en 1984, donde permanece expuesta en una pequeña sala del Vestíbulo, cerca de la Escalera de Honor.